# Lorenzo Insa Celma
Lorenzo Insa Celma (Calaceite, 18 de junio de 1874 - Tortosa, 2 de septiembre de 1936) fue un sacerdote español. Rector de los seminarios de Córdoba y Zaragoza. Martirizado durante  la persecución religiosa Española del siglo XX. Ha sido proclamado mártir por la Iglesia católica. 

## Vida

### Primeros años
Lorenzo Insa Celma nació el 18 de junio de 1874 en Calaceite (Teruel), entonces perteneciente a la diócesis de Tortosa. Sus padres son Domingo y Modesta, labradores. Lorenzo de joven sufrió un accidente al caerse de una caballería y se rompió un brazo, quedando incapacitado para los trabajos agrícolas.  

### Primeros años en el seminario y sacerdocio
Ingreso en el seminario de Tortosa en 1888 (14 años) como alumno interno del colegio de San José, Fue ordenado sacerdote el 30 de mayo de 1901. Recién ordenado se incorporó a la Hermandad de Sacerdotes Operarios Diocesanos del Sagrado Corazón de Jesús, como aspirante el 10 de junio de 1901 y al año siguiente como operario.
Su primer cargo fue de prefecto y administrador en el Seminario de Zaragoza, que desempeñó durante quince años (1901-1916).

### Rector de los seminarios de Córdoba y Zaragoza
En agosto de 1916 fue nombrado rector del Seminario de  Córdoba. Después de tres cursos fue reclamado ante el director general de la hermandad por el arzobispo de Zaragoza, Mons. Juan Soldevila Romero, para que regresase a su seminario. Vuelve a Zaragoza el 23 de agosto de 1919. Promovió la revista “Nuestro Apostolado” para que los sacerdotes y los fieles de la archidiócesis conociesen más el Seminario y para que los seminaristas se ejercitasen con la pluma. Creó un ambiente de piedad en el Seminario con el Apostolado de la oración. Buscó los mejores profesor, no sólo competentes sino también ejemplares. Ayudaba con su propio patrimonio a los seminaristas más necesitados.

### Guerra civil y muerte
Los  sucesos de Asturias, en el año 1934, tuvieron gran impacto en su forma de pensar, hablando con veneración de los sacerdotes y seminaristas que allí sufrieron martirio.
Cuando estalló la guerra civil española, se encontraba de vacaciones en su pueblo natal (Calaceite, Teruel), después de haber realizado los ejercicios espirituales en Tortosa la primera quincena de julio.
Tuvo que salir precipitadamente de Calaceite y fue a Valdealgorfa (Teruel). El párroco se había marchado del pueblo. Pocos días después, una orden del Comité obligó a todos los forasteros a abandonar el pueblo.
Entonces, vestido ya de seglar para evitar peligros, se dirigió a Tortosa, al Colegio de San José, pensando que todavía estarían allí los sacerdotes operarios, pero solo encontró a los milicianos destruyendo y profanándolo todo. Sospechando que era sacerdote, lo maltrataron y poco faltó para que lo mataran inmediatamente. Se dirigió a la casa del párroco de Santiago, Mosén Domingo Audí, que había sido durante 23 años párroco de Calaceite y con el que le unía una estrecha amistad, pero la encontró cerrada. Acudió a casa de varios amigos y paisanos. Ninguno se atrevió a recibirlo de atemorizados que estaban.
Entonces se enteró de que Mosén Audí se había refugiado en la casa de un huerto que tenía su familia en el arrabal de  El Jesús, y allí se fue. En ese huerto convivieron ambos sacerdotes orando juntos, animándose mutuamente y esperando lo que Dios quisiera disponer.
El 9 de agosto de 1936, unos milicianos se presentaron en la casa, preguntando por Mosén Audí. Una sobrina suya, que los había visto venir, avisó a su tío para que escapase. Este, sin embargo, se entregó voluntariamente para evitar que hicieran un registro de la casa y encontraran también a D. Lorenzo, del que no tenían noticia. A Mosén Audí lo mataron ese mismo día. D. Lorenzo se quería presentar también para correr su misma suerte, y tuvo que ser disuadido por la familia de su amigo.
Como se iban multiplicando los registros de la casa, D. Lorenzo decidió salir de la casa y permanecer día y noche en el huerto, ocultándose entre los maizales y sufriendo el tórrido calor del mes de agosto. En vista de que no podía prolongar mucho tiempo aquella vida, y viendo que comprometía a la familia de un amigo mártir, ya que alguien había denunciado la presencia de un sacerdote allí, después de meditarlo serenamente, decidió presentarse al Comité, sabiendo que esto le costaría la vida.
Era el 30 de agosto. Aquella noche durmió en el huerto, adonde la familia de Mosén Audí le llevó una botella de leche para cenar y desayunar. El 31 de agosto ya no lo encontraron. Se había presentado espontáneamente a los milicianos diciendo que era sacerdote.
Poco tiempo estuvo encarcelado, pues el día 2 de septiembre fue fusilado en Pla dels Ametllers, a 7 kilómetros de la ciudad, donde solían ajusticiar a los condenados.
Su cadáver nunca se encontró. Seguramente fue enterrado en una fosa común del cementerio de Tortosa, como tantos que llegaban sin identificar.

## Beatificación
Su proceso de beatificación está dentro de la del beato Joaquín Jovaní Marín y compañeros de Hermandad de Sacerdotes Operarios Diocesanos del Sagrado Corazón de Jesús
Han sido declarados mártires de la Iglesia católica el 23 de marzo de 2013 por el papa Francisco y proclamados beatos el 13 de octubre de 2013 en Tarragona.